# Duurzaam toerisme
Duurzaam toerisme is door het UNWTO gedefinieerd als ´toerisme dat volledig rekening houdt met de huidige en toekomstige ecologische, sociale en economische impacts en dat zich richt op de behoeften van bezoekers, de industrie, het milieu en de lokale bevolking´. Het UNWTO valt onder the Verenigde Naties, en duurzaam toerisme wordt vanuit deze definitie vaak verbonden aan de duurzame ontwikkelingsdoelstellingen. Toerisme wordt vaak aangehaald als een activiteit of ´gereedschap´ om de duurzame ontwikkelingsdoelstellingen te bereiken. 
Toerisme draagt wereldwijd voor 8% bij aan de uitstoot van broeikasgassen. Daarnaast gaat toerisme vaak gepaard met negatieve sociale en economische gevolgen. Zo ondervinden bewoners van toeristische steden als Amsterdam geluidsoverlast van de grote hoeveelheid bezoekers. Grootschalige toeristische centra of activiteiten voor westerse toeristen kunnen in bijvoorbeeld Afrika of Zuid-Amerika natuurgebieden aantasten of de leefstijl van de lokale bevolking in ongunstige zin beïnvloeden.
Verschillende typen toerisme worden aangemerkt als duurzaam. Een voorbeeld hiervan is ecotoerisme. De term ecotoerisme zou voor het eerst gebruikt zijn door de Mexicaanse architect Hector Ceballos-Lascurain in 1983. Hij gaf als definitie: die vorm van toerisme waarbij de reiziger relatief ongestoorde gebieden bezoekt en daar het landschap, de flora en de fauna bestudeert, bewondert en hiervan geniet. Dit zal, aldus Ceballos-Lacurain, bij de reiziger leiden tot een groter bewustzijn en meer kennis van de natuurlijke omgeving, inclusief de culturele aspecten, en deze persoon maken tot iemand die zich zeer bewust is van de noodzaak van bescherming.
Duurzaam toerisme en ecotoerisme hebben zich ontwikkeld tot een substantieel onderdeel van de toeristensector.

## Vormen
Er zijn uiteenlopende vormen van duurzaam toerisme. Sommige vormen zijn meer gericht op natuur- en milieu-educatie, andere op kleinschaligheid of beperking van milieuschade, weer andere respecteren lokale culturen en/of mensenrechten. Vormen waarbij natuur of milieu centraal staan heten ook wel ecotoerisme. In sommige gevallen wordt de toerist nadrukkelijk geld gevraagd om natuur of milieuschade te compenseren dan wel lokale culturen of economieën te ondersteunen. Voorbeelden van duurzaam toerisme zijn agrotoerisme waarbij men boeren een eerlijke prijs betaalt voor biologisch of duurzaam verbouwde groenten en vlees, vakanties waarbij de CO2-uitstoot gecompenseerd wordt, kleinschalige natuurreizen of werkvakanties waarbij geholpen wordt lokale voorzieningen op te bouwen of te financieren zoals een weeshuis.

## Criteria
Er zijn geen algemeen geaccepteerde criteria voor duurzaam toerisme of ecotoerisme. Wel zijn door de Verenigde Naties 12 principes voor duurzaam toerisme vastgelegd. Duurzaam toerisme moet:
1. in economisch opzicht levensvatbaar zijn;
2. bijdragen aan de lokale economie en welvaart;
3. bijdragen aan goed werkgeverschap, zoals goede en goedbetaalde banen zonder discriminatie op grond van geloof, geslacht of lichamelijke conditie;
4. bijdragen aan gelijke verdeling van de economische en andere baten onder de lokale gemeenschap;
5. bijdragen aan de verwachtingen van de bezoekers, zoals het leveren van goede en veilige diensten zonder onderscheid te maken naar geslacht, ras of lichamelijke conditie;
6. de lokale gemeenschappen en andere lokale betrokkenen bij besluitvorming over en beheer van toeristische activiteiten in hun gebied betrekken;
7. de kwaliteit van leven van de lokale gemeenschappen beschermen of verbeteren, inclusief de sociale structuren en de kwaliteit van de leefomgeving, waarbij uitbuiting vermeden wordt;
8. de culturele identiteit, tradities en cultuurhistorie van de gemeenschappen in het gebied respecteren;
9. de kwaliteit van landschap en milieu respecteren;
10. de biologische rijkdom, flora, fauna en hun leefgebieden en –omstandigheden respecteren;
11. het gebruik van schaarse en niet vervangbare natuurlijke hulpbronnen minimaliseren;
12. de vervuiling van water, bodem en lucht minimaliseren.

Ecotoerisme is een op natuurgerichte vorm van toerisme die de duurzaamheidscriteria in acht neemt. The International Ecotourism Society (TIES) geeft als definitie “een verantwoordelijke vorm van reizen in natuurgebieden die het milieu geen schade toebrengt en het welzijn van de lokale bevolking bevordert”. In onder meer Costa Rica en Zwitserland zijn criteria voor ecotoerisme uitgewerkt. Ook de in Afrika actieve Fair Trade Tourism (FTT) heeft een systeem van certificering ontwikkeld en wil zo toerisme met respect voor natuur, cultuur en rurale bevolkingsgroepen en coöperaties ondersteunen.

## Duurzaam transport en vliegsector
Het transport naar de vakantiebestemming is een belangrijk aspect van duurzaam toerisme. Op lange afstanden is de trein het minst vervuilende vervoermiddel en heeft het vliegtuig juist een grote ecologische voetafdruk, onder meer vanwege het grote aandeel in de mondiale Co2-uitstoot. De internationale transportsector, waaronder de vliegindustrie, werd echter niet opgenomen in het klimaatakkoord van Parijs. Doordat in de eerste decennia van de 21e eeuw het vliegticket fors goedkoper is geworden, nam het aantal vliegtuigreizigers sterk toe. De verwachting is dat beide tendenzen worden versterkt In 2014 vlogen er meer dan een miljard mensen; dit aantal zou tegen 2050 verdriedubbelen.
Naast de CO2-uitstoot is een ander probleem van de goedkope vliegtickets dat populaire bestemmingen leiden onder massatoerisme (bijvoorbeeld in Barcelona) vanwege afval en overlast.
Duurzame reisorganisaties geven de voorkeur aan korte afstandsreizen en vermijden of beperken vliegreizen.
Een recent fenomeen is de mogelijkheid die (reis)organisaties bieden om de uitstoot van broeikasgassen te compenseren. Dit is een gevolg van de klimaattop van Parijs die beoogde om de rijkere landen te stimuleren om projecten in ontwikkelingslanden te financieren, die de plaatselijke bevolking ondersteunen om minder broeikasgassen uit te stoten. Diverse organisaties bieden via hun website de mogelijkheid aan om de CO2-uitstoot van een vliegreis of autovakantie te berekenen, met de mogelijkheid om het equivalent van deze uitstoot te compenseren via een gecertificeerd project (dat bijvoorbeeld het Gold Standard-keurmerk draagt).
Hoewel de compensatieprojecten op zich doorgaans positief onthaald worden vanwege hun positieve impact op de plaatselijke bevolking van derdewereldlanden, merken critici op dat deze vorm van CO2-compensatie het valse gevoel geeft dat men 'duurzaam' reist. Zo stelt een rapport van de Europese Commissie dat deze projecten vaak overschat worden en geen meetbare reductie van broeikasgassen opleveren. Bovendien is betalen voor CO2-compensatie niet verplicht waardoor niet de werkelijke uitstoot van een vliegtuig gecompenseerd wordt (alleen het eigen aandeel daarin). Hierbij komt dat deze initiatieven alleen de uitstoot van broeikasgassen beogen te compenseren en niet andere negatieve effecten van vliegtuigen, auto's en reisbussen op de leefomgeving, zoals de uitstoot van fijnstof.

## Kritiek
Kritiek op het ecotoerisme is er zeker. Zoals gezegd is er geen algemeen geaccepteerde definitie. Dit betekent dat iedereen, ook commerciële touroperators - het etiket kunnen gebruiken. Vele vormen van ecotoerisme wijken weinig af van 'gewoon' toerisme. In de praktijk blijkt het bovendien moeilijk om aan de criteria te voldoen. Behoud van natuurgebieden gaat lang niet altijd samen met het respecteren van lokale culturen en gemeenschappen. Organisatie en regelgeving schieten vaak tekort om ecotoerisme gestalte te geven. Het geld dat toeristen betalen komt voor het overgrote deel terecht bij westerse bedrijven die de reizen organiseren.